# Stefan Kuipers
Stefan Kuipers (1990) is een Nederlandse schaker met een FIDE-rating van 2409 (juni 2015).

In 2003 won hij het NK rapid t/m 13 jaar. Vijf jaar later werd hij FM. 

Hij scoorde zijn derde noodzakelijke IM-norm in meestergroep C van het Corustoernooi in 2010, waarna de FIDE hem in maart 2012 de IM-titel toekende. In februari 2015 scoorde hij een GM-norm in Gibraltar. In 2017 won Kuipers het Leiden Chess Tournament (op onderling resultaat tegen Shundar Shyam).